# Formica foreli
Formica foreli es una especie de hormiga del género Formica, familia Formicidae. Fue descrita científicamente por Bondroit en 1918.
Se distribuye por Georgia, Turquía, Albania, Austria, Bélgica, Croacia, República Checa, Dinamarca, Noruega, Polonia, Rusia, España, Suecia y Suiza. Se ha encontrado a elevaciones de hasta 1808 metros. Puede alcanzar los 7 milímetros de longitud. Vive en prados y brezales.